# Pallavolo al XVI Festival olimpico estivo della gioventù europea - Torneo femminile
Il torneo femminile di pallavolo al XVI festival olimpico estivo della gioventù europea si è svolto dal 25 al 30 luglio 2022 a Slovenská Ľupča, nella distretto di Banská Bystrica, in Slovacchia, durante il XVI Festival olimpico estivo della gioventù europea: al torneo hanno partecipato otto squadre nazionali under 19 europee e la vittoria finale è andata per la quinta volta all'Italia.
Originariamente previsto dal 24 luglio al 1º agosto 2021 il torneo, così come l'intera manifestazione, è stato posticipato di un anno al fine di evitare la sovrapposizione temporale con i Giochi della XXXII Olimpiade, posticipati a loro volta a causa della pandemia di COVID-19.

## Impianti
|                                                                            |  |  |
|                                                                            |  |  |
| ŠH Základná Škola Città: Slovenská Ľupča Capienza: ? Anno d'apertura: 2019 |  |  |

## Regolamento

### Formula
La formula ha previsto:
- Fase a gironi, disputata con girone all'italiana: le prime due classificate di ogni girone hanno acceduto alla fase finale per il primo posto, mentre la terza e la quarta classificata di ogni girone hanno acceduto alla fase finale per il quinto posto.
- Fase finale per il quinto posto, disputata con semifinali, finale per il settimo posto e finale per il quinto posto.
- Fase finale per il primo posto, disputata con semifinali, finale per il terzo posto e finale.

### Criteri di classifica
Se il risultato finale è stato di 3-0 o 3-1 sono stati assegnati 3 punti alla squadra vincente e 0 a quella sconfitta, se il risultato finale è stato di 3-2 sono stati assegnati 2 punti alla squadra vincente e 1 a quella sconfitta.
L'ordine del posizionamento in classifica è stato definito in base a:
- Numero di partite vinte;
- Punti;
- Ratio dei set vinti/persi;
- Ratio dei punti realizzati/subiti;
- Risultati degli scontri diretti.

## Squadre partecipanti
| Squadra    | Qualificazione      | Ultima partecipazione |
| ---------- | ------------------- | --------------------- |
| Bulgaria   |                     | Baku 2019             |
| Italia     |                     | Baku 2019             |
| Polonia    |                     | Tblisi 2015           |
| Romania    |                     | Baku 2019             |
| Serbia     |                     | Győr 2017             |
| Slovacchia | Paese organizzatore | Trebisonda 2011       |
| Slovenia   |                     | Győr 2017             |
| Turchia    |                     | Baku 2019             |

## Torneo

### Fase a gironi
| Girone A | Girone B   |
| -------- | ---------- |
| Bulgaria | Italia     |
| Polonia  | Serbia     |
| Romania  | Slovacchia |
| Turchia  | Slovenia   |

#### Girone A

##### Risultati
| 25 luglio 2022 ŠH Základná Škola, lovenská Ľupča Durata: 1h:19 - Spettatori: ?  | Romania  | 0 - 3 | Polonia  | 21-25, 18-25, 16-25        |
| 25 luglio 2022 ŠH Základná Škola, lovenská Ľupča Durata: 1h:13 - Spettatori: 65 | Bulgaria | 0 - 3 | Turchia  | 22-25, 22-25, 18-25        |
| 26 luglio 2022 ŠH Základná Škola, lovenská Ľupča Durata: 1h:43 - Spettatori: 60 | Polonia  | 3 - 1 | Turchia  | 24-26, 25-22, 25-21, 25-19 |
| 26 luglio 2022 ŠH Základná Škola, lovenská Ľupča Durata: 1h:13 - Spettatori: 50 | Romania  | 3 - 0 | Bulgaria | 25-19, 25-14, 25-22        |
| 27 luglio 2022 ŠH Základná Škola, lovenská Ľupča Durata: 1h:13 - Spettatori: 80 | Turchia  | 3 - 0 | Romania  | 28-26, 25-20, 25-12        |
| 27 luglio 2022 ŠH Základná Škola, lovenská Ľupča Durata: 1h:37 - Spettatori: 60 | Polonia  | 3 - 1 | Bulgaria | 25-14, 20-25, 25-20, 25-23 |

##### Classifica
| Pos. | Squadra  | Pt | G | V | P | SV | SP | Ratio | PF  | PS  | Ratio |
| ---- | -------- | -- | - | - | - | -- | -- | ----- | --- | --- | ----- |
| 1.   | Polonia  | 9  | 3 | 3 | 0 | 9  | 2  | 4,500 | 269 | 225 | 1,196 |
| 2.   | Turchia  | 6  | 3 | 2 | 1 | 7  | 3  | 2,333 | 241 | 219 | 1,101 |
| 3.   | Romania  | 3  | 3 | 1 | 2 | 3  | 6  | 0,500 | 188 | 208 | 0,904 |
| 4.   | Bulgaria | 0  | 3 | 0 | 3 | 1  | 9  | 0,111 | 199 | 245 | 0,812 |

      Qualificata alle semifinali per il primo posto.
      Qualificata alle semifinali per il quinto posto.

#### Girone B

##### Risultati
| 25 luglio 2022 ŠH Základná Škola, lovenská Ľupča Durata: 1h:26 - Spettatori: ?   | Serbia     | 3 - 1 | Italia     | 12-25, 25-22, 25-19, 25-13 |
| 25 luglio 2022 ŠH Základná Škola, lovenská Ľupča Durata: 2h:01 - Spettatori: ?   | Slovacchia | 1 - 3 | Slovenia   | 23-25, 21-25, 27-25, 22-25 |
| 26 luglio 2022 ŠH Základná Škola, lovenská Ľupča Durata: 1h:15 - Spettatori: ?   | Italia     | 3 - 0 | Slovenia   | 25-22, 25-23, 25-21        |
| 26 luglio 2022 ŠH Základná Škola, lovenská Ľupča Durata: 1h:20 - Spettatori: 150 | Serbia     | 3 - 0 | Slovacchia | 25-20, 26-24, 25-15        |
| 27 luglio 2022 ŠH Základná Škola, lovenská Ľupča Durata: 1h:15 - Spettatori: 50  | Slovenia   | 0 - 3 | Serbia     | 28-30, 21-25, 20-25        |
| 27 luglio 2022 ŠH Základná Škola, lovenská Ľupča Durata: 1h:21 - Spettatori: 250 | Italia     | 3 - 0 | Slovacchia | 25-17, 27-25, 25-21        |

##### Classifica
| Pos. | Squadra    | Pt | G | V | P | SV | SP | Ratio | PF  | PS  | Ratio |
| ---- | ---------- | -- | - | - | - | -- | -- | ----- | --- | --- | ----- |
| 1.   | Serbia     | 9  | 3 | 3 | 0 | 9  | 1  | 9,000 | 243 | 207 | 1,174 |
| 2.   | Italia     | 6  | 3 | 2 | 1 | 7  | 3  | 2,333 | 231 | 216 | 1,069 |
| 3.   | Slovenia   | 3  | 3 | 1 | 2 | 3  | 7  | 0,429 | 235 | 248 | 0,948 |
| 4.   | Slovacchia | 0  | 3 | 0 | 3 | 1  | 9  | 0,111 | 215 | 253 | 0,850 |

      Qualificata alle semifinali per il primo posto.
      Qualificata alle semifinali per il quinto posto.

### Fase finale

#### Finali 5º e 7º posto
|  | Semifinali | Semifinali | Semifinali |                 |    | Finale 5º posto | Finale 5º posto | Finale 5º posto |
|  |            |            |            |                 |    |                 |                 |                 |
|  | 3A         | Romania    | 0          |                 |    |                 |                 |                 |
|  | 3A         | Romania    | 0          |                 |    |                 |                 |                 |
|  | 4B         | Slovacchia | 3          |                 |    |                 |                 |                 |
|  | 4B         | Slovacchia | 3          |                 | 4B | Slovacchia      | 3               |                 |
|  |            |            |            |                 | 4B | Slovacchia      | 3               |                 |
|  |            |            |            |                 |    | 3B              | Slovenia        | 0               |
|  | 3B         | Slovenia   | 3          |                 |    | 3B              | Slovenia        | 0               |
|  | 3B         | Slovenia   | 3          |                 |    |                 |                 |                 |
|  | 4A         | Bulgaria   | 0          |                 |    |                 |                 |                 |
|  | 4A         | Bulgaria   | 0          | Finale 7º posto |    |                 |                 |                 |
|  |            |            |            |                 |    |                 |                 |                 |
|  |            |            |            |                 |    | 3A              | Romania         | 2               |
|  |            |            |            |                 |    | 3A              | Romania         | 2               |
|  |            |            |            |                 |    | 4A              | Bulgaria        | 3               |

##### Semifinali
| 29 luglio 2022 ŠH Základná Škola, lovenská Ľupča Durata: 1h:16 - Spettatori: 150 | Romania  | 0 - 3 | Slovacchia | 19-25, 17-25, 14-25 |
| 29 luglio 2022 ŠH Základná Škola, lovenská Ľupča Durata: 1h:20 - Spettatori: 100 | Slovenia | 3 - 0 | Bulgaria   | 25-23, 25-15, 26-24 |

##### Finale 7º posto
| 30 luglio 2022 ŠH Základná Škola, lovenská Ľupča Durata: 2h:1 - Spettatori: 150 | Romania | 2 - 3 | Bulgaria | 25-21, 25-16, 22-25, 24-26, 9-15 |

##### Finale 5º posto
| 30 luglio 2022 ŠH Základná Škola, lovenská Ľupča Durata: 1h:15 - Spettatori: 300 | Slovacchia | 3 - 0 | Slovenia | 25-20, 25-15, 25-16 |

#### Finali 1º e 3º posto
|  | Semifinali | Semifinali | Semifinali |                 |    | Finale | Finale  | Finale |
|  |            |            |            |                 |    |        |         |        |
|  | 1A         | Polonia    | 0          |                 |    |        |         |        |
|  | 1A         | Polonia    | 0          |                 |    |        |         |        |
|  | 2B         | Italia     | 3          |                 |    |        |         |        |
|  | 2B         | Italia     | 3          |                 | 2B | Italia | 3       |        |
|  |            |            |            |                 | 2B | Italia | 3       |        |
|  |            |            |            |                 |    | 2A     | Turchia | 1      |
|  | 1B         | Serbia     | 1          |                 |    | 2A     | Turchia | 1      |
|  | 1B         | Serbia     | 1          |                 |    |        |         |        |
|  | 2A         | Turchia    | 3          |                 |    |        |         |        |
|  | 2A         | Turchia    | 3          | Finale 3° posto |    |        |         |        |
|  |            |            |            |                 |    |        |         |        |
|  |            |            |            |                 |    | 1A     | Polonia | 3      |
|  |            |            |            |                 |    | 1A     | Polonia | 3      |
|  |            |            |            |                 |    | 1B     | Serbia  | 2      |

##### Semifinali
| 29 luglio 2022 ŠH Základná Škola, lovenská Ľupča Durata: 1h:16 - Spettatori: 220 | Polonia | 0 - 3 | Italia  | 23-25, 19-25, 17-25        |
| 29 luglio 2022 ŠH Základná Škola, lovenská Ľupča Durata: 1h:31 - Spettatori: 200 | Serbia  | 1 - 3 | Turchia | 25-16, 18-25, 22-25, 18-25 |

##### Finale 3º posto
| 30 luglio 2022 ŠH Základná Škola, lovenská Ľupča Durata: 2h:12 - Spettatori: 180 | Polonia | 3 - 2 | Serbia | 27-25, 32-30, 17-25, 22-25, 15-12 |

##### Finale
| 30 luglio 2022 ŠH Základná Škola, lovenská Ľupča Durata: 1h:41 - Spettatori: 250 | Italia | 3 - 1 | Turchia | 25-12, 27-25, 20-25, 25-21 |

## Classifica finale
| Pos | Squadra    | Rosa |
| --- | ---------- | --- |
|     | Italia     | Formazione: 1 Acciarri, 2 Modesti, 3 Giuliani, 4 Adriano, 5 Munarini, 6 Batte, 7 Viscioni, 9 Ribechi, 10 Passaro, 13 Gambini, 14 Esposito, 15 Ituma, CT: Gagliardi                      |
|     | Turchia    | Formazione: 1 Narlıoğlu, 2 Kıran, 4 Yeşilırmak, 5 Bükmen, 6 Özden, 10 Özdemir, 13 Mallı, 15 Demir, 16 Aygün, 17 Durgun, 18 Ince, 24 Paşa, CT: Yazıcıoğulları                            |
|     | Polonia    | Formazione: 1 Kubas, 2 Lenik, 3 Staniszewska, 4 Janicka, 5 Zagumny, 6 Spławska, 7 Bandurska, 12 Łagida, 13 Nastawska, 14 Moszyńska, 15 Musiał, 21 Latos, CT: Popik                      |
| 4.  | Serbia     | Formazione: 1 Baić, 2 Mandović, 3 Jaramazović, 4 Šućurović, 8 Pakić, 9 Tomić, 10 Tomović, 11 Zubić, 12 Ivanović, 14 Uzelac, 17 Vajagić, 25 Kirov, CT: Vasović                           |
| 5.  | Slovacchia | Formazione: 3 Kartikova, 4 Hrusecka, 5 Valentova, 6 Haskova, 9 Fricova, 10 Slivkova, 11 Boledovicova, 14 Justhova, 15 Slivkova, 16 Stermenska, 17 Siladiova, 19 Matalikova, CT: Malicky |
| 6.  | Slovenia   | Formazione: 2 Cikač, 8 Frelih, 9 Godec, 12 Grubišič Čabo, 14 Ramić, 15 Milošič, 18 Halužan Sagadin, 20 Koren, 21 Vidali, 22 Gornjec Hodnik, 23 Frelih, CT: Miklavc                      |
| 7.  | Bulgaria   | Formazione: 3 Koeva, 5 Mitkova, 6 Arnaudova, 7 Uzunova, 9 Stojanova, 10 Harizanova, 11 Rajkova, 13 Peeva, 14 Evlogieva, 16 Angelova, 18 Čifteeva, 19 Dimitrova, CT: K'oseva             |
| 8.  | Romania    | Formazione: 2 Dumitru, 3 Roșca, 5 Cristea, 7 Nemeș, 9 Axinte, 10 Partnoi, 11 Badiu-Savu, 12 Știrbu, 15 Iancu, 17 Vîrlan, 18 Ion, 19 Cheluță, CT: Macarie                                |

## Statistiche
| Rendimento individuale | Rendimento individuale | Rendimento individuale | Rendimento individuale |
| Pos.                   | Nome                   | Punti                  | Squadra                |
| ---------------------- | ---------------------- | ---------------------- | ---------------------- |
| 1                      | Karolina Staniszewska  | 90                     | Polonia                |
| 2                      | Radka Haskova          | 65                     | Slovacchia             |
| 2                      | Barbara Latos          | 65                     | Polonia                |
| 4                      | Melisa Bükmen          | 62                     | Turchia                |
| 5                      | Una Vajagić            | 58                     | Serbia                 |

| Attacchi vincenti | Attacchi vincenti     | Attacchi vincenti | Attacchi vincenti |
| Pos.              | Nome                  | Punti             | Squadra           |
| ----------------- | --------------------- | ----------------- | ----------------- |
| 1                 | Karolina Staniszewska | 78                | Polonia           |
| 2                 | Barbara Latos         | 59                | Polonia           |
| 3                 | Radka Haskova         | 58                | Slovacchia        |
| 4                 | Una Vajagić           | 50                | Serbia            |
| 5                 | Melisa Bükmen         | 49                | Turchia           |

| Muri vincenti | Muri vincenti     | Muri vincenti | Muri vincenti |
| Pos.          | Nome              | Punti         | Squadra       |
| ------------- | ----------------- | ------------- | ------------- |
| 1             | Tia Koren         | 18            | Slovenia      |
| 2             | Bengisu Aygün     | 17            | Turchia       |
| 3             | Rozalia Moszyńska | 16            | Polonia       |
| 4             | Nina Mandović     | 14            | Serbia        |
| 4             | Berka Özden       | 14            | Turchia       |

| Battute vincenti | Battute vincenti  | Battute vincenti | Battute vincenti |
| Pos.             | Nome              | Punti            | Squadra          |
| ---------------- | ----------------- | ---------------- | ---------------- |
| 1                | Margarita Uzunova | 12               | Bulgaria         |
| 2                | Gabriela Dumitru  | 9                | Slovacchia       |
| 2                | Alexandra Fricova | 9                | Romania          |
| 4                | Borjana Angelova  | 8                | Slovacchia       |
| 4                | Nina Boledovicova | 8                | Slovacchia       |
| 4                | Denisa Cheluță    | 8                | Romania          |
| 4                | Deana Valentova   | 8                | Bulgaria         |